# Конли, Джин
Дональд Юджин (Джин) Конли (англ. Donald Eugene 'Gene' Conley; 10 ноября 1930, Маскоги, Оклахома — 4 июля 2017, Фоксборо, Массачусетс) — американский профессиональный бейсболист и баскетболист. Конли, отыгравший 11 сезонов в МЛБ и шесть сезонов в НБА, до момента смерти оставался единственным спортсменом, которому удалось стать чемпионом в обеих лигах — в 1957 году в МЛБ с клубом «Милуоки Брэйвз» и в 1959—1961 годах в НБА с «Бостон Селтикс». Участник четырёх матчей всех звёзд МЛБ.

## Биография

### Школа и университет
Джин Конли родился в Маскоги (Оклахома) в 1930 году в семье Реймонда Лесли (Леса) Конли и Эвы Беатрис Брюер-Конли. Он стал вторым из трёх детей в семье. Мальчик с детства увлекался спортом. Когда Джину было 12 лет, семья перебралась в Ричленд (штат Вашингтон), где в старших классах школы Коламбия Хай он стал членом сразу трёх сборных — по бейсболу, баскетболу и лёгкой атлетике. В выпускном классе Конли, игравший на позиции питчера, проиграл со сборной школы только один матч из десяти — будущим чемпионам штата; на баскетбольной площадке он набирал в среднем по 15 очков за игру, помог сборной школы впервые в её истории выйти в плей-офф чемпионата штата Вашингтон и был выбран в символическую сборную штата; на школьном чемпионате штата по лёгкой атлетике Джин занял второе место в прыжках в высоту.
К моменту окончания школы Конли вырос до 6 футов и 8 дюймов (203 см), и целый ряд университетов предлагал ему спортивные стипендии, если он присоединится к их баскетбольным командам. Из этих вузов Конли выбрал Университет штата Вашингтон, где ему также был предоставлен персональный автомобиль, а его расходы оплачивал один из выпускников. В сборной первокурсников Джин был капитаном, а во второй год обучения привёл команду своего университета, в которой был лучшим бомбардиром, к победе в Северном дивизионе Тихоокеанской конференции NCAA; в финале конференции Университет штата Вашингтон проиграл UCLA на последних секундах матча. В 1949 году Конли принял участие в матче всех звёзд студенческого бейсбола, в котором сборная Большого Нью-Йорка играла против сборной остальной Америки. В этом матче Конли представлял Север-Запад США и был выбран капитаном сборной остальной Америки. Он был стартовым питчером своей команды и принёс ей победу. Весной 1950 года он со сборной своего университета выиграл 32 матча из 38, из которых подавал в 16, и дошёл до финала национального первенства. В роли питчера команда обязана ему пятью победами, в том числе двумя в дополнительных иннингах и двумя сэйвами.

### Бейсбольная карьера с «Брэйвз»
Перспективным питчером из Сиэтла заинтересовались клубы Главной лиги бейсбола. Он отклонил несколько первых предложений, поскольку собирался окончить университет, но в октябре 1950 года всё же подписал контракт с «Бостон Брэйвз». Весной следующего года Конли женился на Кэтрин Дизни и начал выступления за дочерний клуб «Брэйвз» из Хартфорда, играющий в одной из низших профессиональных лиг. В свой первый сезон, несмотря на очень небольшой арсенал подач (только фастбол и кёрв — этот набор впоследствии не менялся на протяжении всей карьеры), он показал исключительно высокие результаты: 20 побед, ERA 2,16 и соотношение страйк-аутов к уокам более чем 3:1. Это принесло Конли звание наиболее ценного игрока лиги, а также титул лучшего игрока младших лиг от журнала Sporting News. Ближе к концу сезона ему был также предложен контракт на сумму 5000 долларов с баскетбольной командой города Уилкс-Барре, выступавшей в АБЛ, но «Брэйвз»
в этот момент сумели убедить игрока оставить мысли о баскетбольной карьере.
В начале сезона 1952 года Конли уже был включён в основной состав «Брэйвз» как четвёртый стартер, но после трёх неудачных матчей отправлен в «Милуоки Брюэрз» — основной фарм-клуб «Брэйвз», выступавший в Американской ассоциации. Хотя Джин начал выступления там только ближе к середине сезона, ему удалось закончить год с 11 победами, показать при этом достойный результат и в роли отбивающего; вместе с «Брюэрз» он стал чемпионом лиги.
В апреле 1952 года на драфте НБА Конли был выбран под общим 90-м номером клубом «Бостон Селтикс». Получив согласие владельца «Брэйвз», он провёл с «Селтикс» несколько матчей в НБА и дошёл с ними до плей-офф сезона 1952/53, где клуб проиграл во втором круге. В бейсбольном сезоне 1953 года Конли снова отправили в фарм-клуб, перебазировавшийся в Толидо (Огайо). Пропустив концовку сезона из-за травмы спины, он успел, однако, принести команде 23 победы и завоевать титул самого ценного игрока Американской ассоциации, а также снова получить звание лучшего игрока младших лиг от Sporting News. Конли стал первым бейсболистом в истории, удостоенным этого титула больше одного раза. Несмотря на травму, он был готов снова играть с «Селтикс» в сезоне 1953/54, но на этот раз «Брэйвз» согласились уплатить ему сумму, равную сумме его контракта в НБА, лишь бы он не отвлекался от бейсбола.
Перед началом сезона 1954 года в МЛБ Джин и Кэти Конли попали в автомобильную аварию, их машина была разбита, но сами они почти не пострадали. Джин был включён в состав «Брэйвз» и постепенно закрепился в числе стартеров клуба, к августу принеся команде 14 побед. Он также попал в число участников матча всех звёзд МЛБ, но его команда проиграла матч на его подаче, а концовку сезона Конли опять пропустил из-за проблем со спиной. Эти проблемы стали причиной того, что он временно отказался от попыток совмещать бейсбол с баскетболом. Однако в следующем сезоне здоровью Конли был нанесён более серьёзный удар -
вскоре после успешного начала года он в матче с «Филадельфией» порвал вращательную манжету плеча. Эта травма впоследствии преследовала его до конца карьеры, заставляя регулярно делать уколы кортизона, но поначалу Конли лишь время от времени пропускал из-за неё игры. Он во второй раз подряд принял участие в матче всех звёзд МЛБ и помог сборной Национальной лиги одержать победу в 12-м иннинге.
Больное плечо не позволило Конли в полную силу играть в сезонах 1956 и 1957 годов, но он всё же принёс «Брэйвз» восемь побед в первом сезоне и девять во втором, в котором его клуб завоевал звание чемпионов сначала Национальной лиги, а затем и МЛБ. Тем не менее его место в стартовом составе всё чаще занимали другие игроки, а в финальной серии против «Янкис» он вышел на замену только в одной игре и провёл её неудачно, позволив соперникам совершить два рана. Это положение раздражало Конли, он начал пить и регулярно конфликтовал с менеджером команды, в результате даже не попав в заявку на очередную чемпионскую серию в сезоне 1958 года.

### Параллельная бейсбольно-баскетбольная карьера
После окончания неудачного для себя бейсбольного сезона 1958 года Конли снова обратил внимание на баскетбол. Хотя тренер «Селтикс» Ред Ауэрбах первоначально не был заинтересован в его возвращении, а руководство «Брэйвз» возражало против этого шага, Конли сумел пройти предсезонный отбор и попал в состав «Селтикс». Он проявил себя как атлетичный игрок, обладающий высоким прыжком и агрессивный в защите, и завоевал с «Селтикс» титул чемпиона НБА. Конли стал первым в истории спортсменом, выигравшим чемпионское звание в основных профессиональных лигах двух разных видов спорта. Однако время, потраченное на участие в баскетбольном плей-офф, привело к тому, что «Брэйвз» отказались от его дальнейших услуг и в конце марта 1959 года обменяли его в «Филадельфию».
В свой первый сезон с «Филлис» Конли поначалу выходил на замену, но потом занял место в стартовой ротации и принёс клубу 12 побед до того, как в августе сломал руку, отбивая мяч. Несмотря на эту травму, он в очередной раз принял участие в матче всех звёзд, отыграл всухую два иннинга и вывел из игры Теда Уильямса и Йоги Берру. По итогам сезона Конли получил титул «Возвращение года» от Американской ассоциации бейсбольных журналистов. Руководство «Филадельфии», как до этого руководство «Брэйвз», пыталось убедить его отказаться от совмещения карьеры в МЛБ и НБА, но не преуспело в этом, и Конли ещё дважды подряд — в 1960 и 1961 годах — становился чемпионом НБА с «Селтикс».
В 1961 году Ред Ауэрбах назвал его «самым невероятным атлетом страны». Однако в «Филадельфии» не смогли смириться с подобным графиком выступлений, и в декабре 1960 года Конли обменяли в «Бостон Ред Сокс». Обмен Конли с его ростом 203 сантиметра на Фреда Салливана, который был только на два дюйма ниже, в прессе назвали «самой большой сделкой в бейсболе». Эта сделка также означала, что Конли стал единственным спортсменом в истории, игравшим в трёх разных клубах высших профессиональных лиг из одного города (включая выступления за «Бостон Брэйвз» до их переезда в Милуоки).
После третьего чемпионства с «Селтикс» Конли провёл достаточно успешный сезон с «Ред Сокс», принеся занявшему шестое место клубу 11 побед несмотря на продолжающиеся боли в травмированном плече. В НБА, однако, «Бостон» не счёл нужным защищать его контракт, и в драфте расширения 1961 года его выбрала новая команда лиги — «Чикаго Пэкерс». Конли не явился в тренировочный лагерь «Чикаго», вместо этого подписав контракт с клубом новой Американской баскетбольной лиги «Вашингтон Тейперс» (вскоре перебазировавшимся в Нью-Йорк). После сезона в АБЛ он вернулся в «Ред Сокс» и провёл с ними очень удачный сезон, в котором установил личные рекорды по проведённым иннингам и одержанным победам. Тем не менее и в этом году он испытывал проблемы с плечом и однажды ушёл в серьёзный запой, во время которого чуть не улетел в Иерусалим. Тем временем «Пэкерс» продали его контракт «Нью-Йорк Никс», и в сезоне 1962/63 он играл в Нью-Йорке на позиции центрового. Клуб выступал крайне неудачно, а сам Конли сначала сломал палец, а затем получил растяжение голени, окончив сезон досрочно. Он не сумел восстановиться после этих травм к началу бейсбольного первенства, но к концу сезона провёл несколько удачных игр, в том числе 21 сентября 1963 года — против «Твинс», где он был стартовым питчером и принёс своему клубу победу.
Этот матч, как оказалось, стал последним для Конли в МЛБ. В НБА с «Никс» он почти не играл из-за травм и общего физического истощения, а вскоре после начала сезона 1964 года в МЛБ «Ред Сокс» официально разорвали его контракт. Подписав новый, на символическую сумму в один доллар, с «Кливленд Индианс», ветеран был отправлен в их фарм-клуб в Берлингтон (Северная Каролина), но уже после трёх игр стало ясно, что травма плеча не позволит ему продолжать выступления. Так завершилась игровая карьера Конли.

### После окончания выступлений
Семья Конли перебралась в Фоксборо (Массачусетс), где открыла компанию по производству обёрточной бумаги, просуществовавшую 35 лет. В 1966 году Джин навсегда бросил пить. В этом же году он попытался начать карьеру профессионального баскетбольного тренера и в следующие два года тренировал клубы Восточной лиги в Хартфорде и Нью-Хейвене. Он также вместе с женой вёл борьбу за финансовые права бывших баскетболистов НБА; их усилия сыграли важную роль в установлении пенсий игрокам, окончившим карьеру до 1965 года — это произошло в 1988 году. Джин Конли умер в июле 2017 года в возрасте 86 лет от осложнений с сердцем, оставив после себя жену и троих детей.
Джин Конли — член Залов славы Университета штата Вашингтон и школы Коламбия Хай в Ричленде.

## Статистика

### Статистика в НБА
| Сезон                                                                                    | Команда  | Регулярный сезон | Регулярный сезон | Регулярный сезон | Регулярный сезон | Регулярный сезон | Регулярный сезон | Регулярный сезон | Регулярный сезон | Регулярный сезон | Регулярный сезон | Регулярный сезон | Серия плей-офф | Серия плей-офф | Серия плей-офф | Серия плей-офф | Серия плей-офф | Серия плей-офф | Серия плей-офф | Серия плей-офф | Серия плей-офф | Серия плей-офф | Серия плей-офф |
| Сезон                                                                                    | Команда  | GP               | GS               | MPG              | FG%              | 3P%              | FT%              | RPG              | APG              | SPG              | BPG              | PPG              | GP             | GS             | MPG            | FG%            | 3P%            | FT%            | RPG            | APG            | SPG            | BPG            | PPG            |
| ---------------------------------------------------------------------------------------- | -------- | ---------------- | ---------------- | ---------------- | ---------------- | ---------------- | ---------------- | ---------------- | ---------------- | ---------------- | ---------------- | ---------------- | -------------- | -------------- | -------------- | -------------- | -------------- | -------------- | -------------- | -------------- | -------------- | -------------- | -------------- |
| 1952/53                                                                                  | Бостон   | 39               |                  | 11,8             | 32,4             |                  | 58,1             | 4,4              | 0,5              |                  |                  | 2,3              | Не участвовал  | Не участвовал  | Не участвовал  | Не участвовал  | Не участвовал  | Не участвовал  | Не участвовал  | Не участвовал  | Не участвовал  | Не участвовал  | Не участвовал  |
| 1958/59                                                                                  | Бостон   | 50               |                  | 13,3             | 32,8             |                  | 57,8             | 5,5              | 0,4              |                  |                  | 4,2              | 11             |                | 14,3           | 36,4           |                | 46,2           | 6,8            | 0,6            |                |                | 4,9            |
| 1959/60                                                                                  | Бостон   | 71               |                  | 18,7             | 37,3             |                  | 66,7             | 8,3              | 0,5              |                  |                  | 6,7              | 13             |                | 20,7           | 38,6           |                | 72,7           | 8,9            | 0,2            |                |                | 6,5            |
| 1960/61                                                                                  | Бостон   | 75               |                  | 16,6             | 37,0             |                  | 69,3             | 7,3              | 0,5              |                  |                  | 6,3              | 9              |                | 6,2            | 36,4           |                | 58,3           | 3,4            | 0,1            |                |                | 3,4            |
| 1962/63                                                                                  | Нью-Йорк | 70               |                  | 22,1             | 39,0             |                  | 65,6             | 6,7              | 1,0              |                  |                  | 9,0              | Не участвовал  | Не участвовал  | Не участвовал  | Не участвовал  | Не участвовал  | Не участвовал  | Не участвовал  | Не участвовал  | Не участвовал  | Не участвовал  | Не участвовал  |
| 1963/64                                                                                  | Нью-Йорк | 46               |                  | 12,0             | 39,2             |                  | 67,7             | 3,4              | 0,5              |                  |                  | 4,2              | Не участвовал  | Не участвовал  | Не участвовал  | Не участвовал  | Не участвовал  | Не участвовал  | Не участвовал  | Не участвовал  | Не участвовал  | Не участвовал  | Не участвовал  |
|                                                                                          | Всего    | 351              |                  | 16,5             | 37,1             |                  | 65,7             | 6,3              | 0,6              |                  |                  | 5,9              | 33             |                | 14,6           | 37,4           |                | 61,7           | 6,7            | 0,3            |                |                | 5,1            |
| Наведите курсор мыши на аббревиатуры в заголовке таблицы, чтобы прочесть их расшифровку. |          |                  |                  |                  |                  |                  |                  |                  |                  |                  |                  |                  |                |                |                |                |                |                |                |                |                |                |                |

### Статистика в NCAA
| Сезон | Команда         | Conf  | Class | GP | GS | MPG | FG% | 3P% | FT%  | RPG | APG | SPG | BPG | PPG  |
| --- | --------------- | ----- | ----- | -- | -- | --- | --- | --- | ---- | --- | --- | --- | --- | ---- |
| 1949/50 | Вашингтон Стэйт | PCC   |       | 32 |    |     | 0,0 |     | 71,1 |     |     |     |     | 13,3 |
| Всего | Всего           | Всего | Всего | 32 |    |     | 0,0 |     | 71,1 |     |     |     |     | 13,3 |
| Наведите курсор мыши на аббревиатуры в заголовке таблицы, чтобы прочесть их расшифровку Статистика приведена с сайта sports-reference.com |                 |       |       |    |    |     |     |     |      |     |     |     |     |      |